# Hejnał Opola
Hejnał Opola – sygnał muzyczny rozbrzmiewający codziennie o 12:00 z wieży opolskiego ratusza.

## Historia
Hejnał Opola został skomponowany w 1952 roku przez Zbigniewa Franka i od tej pory jest grany z wieży opolskiego ratusza. Melodia hejnału pochodzi z ludowej piosenki „Opole, Opole to jest piękne miasto”, którą usłyszał sam autor. Hejnał był początkowo odtwarzany z taśmy. Od 1990 roku jest grany z wieży ratuszowej przez hejnalistę Tadeusza Ciułę.
W 2009 roku padł pomysł ze strony wykonawcy nad nową aranżacją hejnału, która miała być wzbogacona sygnałem Krajowego Festiwalu Piosenki Polskiej. Nad nową wersją hejnału pracował również syn pomysłodawcy starego hejnału – Jacek Frank. Nowa wersja hejnału została po raz pierwszy zagrana 1 czerwca 2012 roku.
Hejnał był również czasami grany podczas zawodów żużlowych na stadionie Kolejarza Opole.